# Шейк Кейта (футболіст, 2003)
Шейк Кейта (фр. Cheick Keita, нар. 2 квітня 2003, Шампіньї-сюр-Марн, Франція) — французький футболіст малійського походження, центральний захисник бельгійського клубу «Шарлеруа».

## Ігрова кар'єра

### Клубна
У 2019 році Шейк Кейта приєднався до молодіжної команди клубу «Реймс». Першу офіційну гру в основі клубу Кейта провів 23 жовтня 2022 року у матчі чемпіонату Франції проти «Осера». Після кількох матчів  в складі головної команди клубу, в березні 2023 року Кейта підписав з клубом професійний контракт до червня 2026 року. Сезон 2023/24 футболіст провів в оренді в клубі другого дивізіону «Бастія».
В липні 2024 року захисник перейшов до бельгійського клубу «Шарлеруа», з яким підписав трирічний контракт з опцією продовження угоди ще на один рік.

### Збірна
У 2023 році в складі збірної Франції (U-20) Кейта брав участь у молодіжному чемпіонаті світу в Аргентині.
В лютому 2024 року Кейта отримав перше запрошення до лав національної збірної Малі але на поле того разу не виходив.